# Chaetonotus italicus
Chaetonotus italicus is een buikharige uit de familie Chaetonotidae. De wetenschappelijke naam van de soort werd in 1995 voor het eerst geldig gepubliceerd door Balsamo & Todaro. De soort wordt in het ondergeslacht Hystricochaetonotus geplaatst.